# Madeleine Lebeau
Pour les articles homonymes, voir Lebeau.
Madeleine Lebeau, née le 10 juin 1923 à Antony et morte le 1er mai 2016 à Estepona, est une actrice française.
Son passage aux États-Unis fait qu'elle est parfois créditée sous la graphie Madeleine LeBeau.
Elle est principalement connue pour son rôle d'Yvonne dans le film culte Casablanca (1942) ou elle jouait la petite amie éconduite d'Humphrey Bogart. Elle joua également dans de nombreux films en costumes des années 1940 et 1950 (Les Chouans, Napoléon, Si Versailles m'était conté, Cadet Rousselle).

## Biographie
Petite, Madeleine rêve déjà de notoriété devant des couvertures de magazines représentant Jean Gabin, Jean-Pierre Aumont, Gilbert Gil. À 16 ans, elle s'inscrit au cours René Simon à Paris et rencontre Marcel Dalio, l'interprète du film de Renoir La Grande Illusion. Ils se marient à la mairie d'Antony le 1er octobre 1939. L'année suivante, la guerre les oblige à fuir car le portrait de Marcel Dalio figure sur des affiches nazies censées représenter le « juif typique »,. Ils se rendent à Lisbonne où ils obtiennent des visas pour le Chili. Mais en débarquant au Mexique, ils apprennent que ceux-ci sont des faux. Ils se procurent alors des passeports canadiens temporaires, et finissent par s'installer aux États-Unis.
Ils obtiennent des rôles à Hollywood. Elle joue Anna Held, la femme de Florenz Ziegfeld, dans Gentleman Jim avec Errol Flynn, puis la fiancée délaissée d'Humphrey Bogart dans Casablanca.
Madeleine et Marcel divorcent par jugement rendu le 29 juillet 1943. Elle revient en France après la guerre et connaît un franc succès en donnant la réplique à Jean Marais dans Les Chouans d'Henri Calef. Sa carrière marque un coup d'arrêt puis repart de plus belle. Elle tourne en Angleterre La Cage d'or, joue une prostituée dans Dupont Barbès (1951), est vedette de L'Étrange Amazone (1953) et Légère et court vêtue (1953) produit par Albert-Pierre Barrière. Elle est ensuite l'interprète d'importantes productions comme Cadet Rousselle (1954) et Napoléon (1955), elle est pharmacienne dans Le Pays d'où je viens. Son dernier film français est Angélique, marquise des anges, puis elle part pour Rome en 1966 avec Tullio Pinelli, le scénariste de Federico Fellini, avec lequel elle a une liaison, et qui sera son mari de 1988 jusqu'à sa mort en 2009. Elle s'installe ensuite à Estepona en Espagne où elle meurt le 1er mai 2016,,.

### Chant dela Marseillaisedans le filmCasablanca
Elle participe à la séquence culte de la Marseillaise chantée dans le film Casablanca, et son visage bouleversé, ses larmes bien réelles ont causé un impact profond, qui a valorisé ce film classique. Au moment où elle criait « Vive la France ! » devant la caméra, la France était toujours occupée. Pour Audrey Azoulay, ministre française de la Culture en 2016, son visage « restera à jamais celui de la France de la Résistance ».

## Filmographie

### Cinéma
- 1939 : Jeunes Filles en détresse de Georg Wilhelm Pabst
- 1941 : Par la porte d'or (Hold Back the Dawn) de Mitchell Leisen : Anni
- 1942 : Gentleman Jim de Raoul Walsh : Anna Held
- 1942 : Casablanca de Michael Curtiz : Yvonne
- 1943 : Paris à l'aube (Paris After Dark) de Léonide Moguy : Collette
- 1944 : Tendre Symphonie (Music for Millions) de Henry Koster : Jane
- 1947 : Les Chouans d'Henri Calef s'après le roman d'Honoré de Balzac : Marie-Nathalie de Verneuil
- 1948 : Le Secret de Monte-Cristo de Albert Valentin : Marguerite
- 1950 : La Cage d'or (Cage of Gold) de Basil Dearden : Marie
- 1950 : Et moi, j'te dis qu'elle t'a fait de l'œil de Maurice Gleize : Aurélie Lambrusque
- 1952 : Dupont Barbès d'Henri Lepage : Malou
- 1952 : Paris chante toujours de Pierre Montazel : Gisèle
- 1952 : Fortuné de Marseille d'Henry Lepage : Tonia
- 1953 : L'Étrange Amazone, de Jean Vallée : Éliane
- 1953 : Mandat d'amener de Pierre Louis : Françoise Delanglade
- 1953 : Légère et court vêtue de Jean Laviron : Jacqueline Vermorel
- 1953 : L'Aventurière du Tchad de Willy Rozier : Fanny Lacour
- 1954 : Quai des blondes de Paul Cadéac
- 1954 : Si Versailles m'était conté… de Sacha Guitry : dame de la Cour
- 1954 : Cadet Rousselle de André Hunebelle : Marguerite de Beaufort
- 1955 : Napoléon de Sacha Guitry : Émilie Pellapra
- 1955 : Le Moulin des amours (La pícara molinera) de León Klimovsky : La corregidora
- 1956 : Le Pays d'où je viens de Marcel Carné : La pharmacienne
- 1957 : Une Parisienne de Michel Boisrond : Monique Wilson
- 1958 : La Vie à deux de Clément Duhour : Peggy
- 1959 : Vous n'avez rien à déclarer ? de Clément Duhour : Gloria
- 1959 : Le Chemin des écoliers de Michel Boisrond : Flora
- 1963 : Huit et demi (8½) de Federico Fellini : Madeleine, l'actrice française
- 1964 : Angélique, marquise des anges de Bernard Borderie : La Grande Mademoiselle
- 1965 : La vuelta de José Luis Madrid
- 1965 : Duel à Rio Bravo (Desafío en Río Bravo) de Tulio Demicheli : Jennie Lee

### Séries télévisées
- 1966: Allô Police: elle est l'épouse du commissaire Lambert (Guy Tréjean) et apparaît dans les épisodes 1, 3, 12, 24, 27, 35, 36 sous l'un de ses vrais prénoms, Berthe.

## Théâtre
- 1955 : Le Troisième Jour de Ladislas Fodor, mise en scène Victor Francen, Théâtre des Ambassadeurs